# Arctotherium bonariense
Arctotherium bonariense é uma espécie de urso extinta pertencente ao gênero Arctotherium, da subfamília Tremarctinae e da família de mamíferos placentarios Ursidae. Viveu durante o Pleistoceno da América do Sul. Junto a Arctotherium angustidens, conforma o subgênero Arctotherium, pouco utilizado atualmente. 

## Descrição original
Arctotherium bonariense foi descrito originalmente por Paul Gervais no ano de 1852.

## Distribuição
Viveu durante o Bonaerense e o Lujanense na região Pampeana da Argentina.

## Características gerais
O estudo da morfologia dentária indica que provavelmente possuía hábitos semelhantes aos do Arctotherium angustidens, apesar de seu menor tamanho. Frutas provavelmente compunham uma parte significativa de sua dieta.
Estudos morfofuncionais sugerem que, embora fosse onívoro, provavelmente comia carcaças deixadas para trás por hipercarnívoros com certa frequência, com base no seu desgaste dentário. Entretanto, esse desgaste também pode ter sido gerado pelo consumo de casca de árvores, raízes ou, até mesmo, por frutos duros, o que põe em dúvida seus hábitos carniceiros. 